# Anton Holm
Anton Holm, född 16 maj 1990 i Nacka, är en svensk professionell ishockeyspelare (forward) som spelar för AIK i Hockeyallsvenskan.
Han gjorde 28 mål och därmed flest mål i Hockeyallsvenskan 2016/2017.

## Klubbar
- Nacka HK, Division 1 (2008/2009 - 2010/2011)
- IFK Arboga, Division 1 (2011/2012 - 2012/2013)
- BIK Karlskoga, Allsvenskan (2013/2014 - 2014/2015)
- Södertälje SK,  Division 1 / Allsvenskan (2015/2016 - 2016/2017)
- AIK, Allsvenskan (2017/2018 - 2018/2019)
- HC TPS, Liiga (2019/2020)
- Skellefteå AIK, SHL (2019/2020)
- AIK, Allsvenskan (2020-2021- )